# Mesoligia
Mesoligia là một chi bướm đêm thuộc họ Noctuidae.

## Các loài
- Mesoligia algaini Wiltsihre, 1983
- Mesoligia fodinae (Oberthür, 1880)
- Mesoligia furuncula (Denis & Schiffermüller, 1775)
- Mesoligia kettlewelli Wiltshire, 1983
- Mesoligia literosa (Haworth, 1809)
- Mesoligia prolai Berio, 1974